# میگل نوگرو
میگل نوگرو (اسپانیایی: Miguel Noguer‎؛ زادهٔ ۳۱ دسامبر ۱۹۵۶) قایقران قایق بادبانی اهل اسپانیا بود.